# 葛賓
葛賓（英語：Gerald Archer Goodban，1911年3月13日—1989年3月21日），英國教育家、香港拔萃男書院第五任校長（1938年-1941年、1946年-1955年），也是該校迄今為止最後一位自英國外派的校長。

## 生平
葛賓生於英國倫敦，父親Percy Thomas Goodban為商人。葛賓中學肄業於敦必治書院（Tonbridge School），後就讀於牛津大學林肯學院（Lincoln College, Oxford University），修讀經典課程（Greats）。1933年畢業，獲文學碩士學位，擔任學生基督教運動秘書。
1938年11月23日，接任拔萃男書院校長職務。處理校務之外，又先後開設英國語文、英國文學、歷史、聖經、體育、音樂諸科，風評甚佳。
1937年抗戰在內地爆發，拔萃學生為表支持，於1938年初在舒展校長的允許下組織拔萃擦鞋團為國民政府及國軍募款。當年11月葛賓接任後，也繼續協助擦鞋團的活動。
1939年春夏之交，葛賓委任一位來自臺灣的學生彭英傑擔任首席學生長（head prefect），導致一場罷課風波。在擦鞋團員及其他不少本地華籍學生看來，彭氏具有日本國籍，且一直對抗戰態度曖昧，不應擔任學生領袖，因此請校長收回成命。葛賓認為校內不宜過於張揚這種「愛國情緒」，且彭氏自身能力甚強，兼以感到校長權威受到挑戰，故而對擦鞋團員的請求加以拒絕。擦鞋團員於是發起罷課行動，不但自身缺課，且阻止其他同學返校。在主教何明華、校董羅旭龢及校友施玉麒的極力斡旋下，風波最後才得以平伏。但如此一來，遭葛賓開除學籍的學生達四十名之多。這批學生稍後被何明華安排送往赤柱聖士提反書院就讀。
1940年，參與校際音樂及戲劇協會之組織和成立。
1941年，太平洋戰爭爆發，加入香港義勇軍（HKVDC）。同年12月，香港淪陷，入囚深水埗集中營，被迫挖掘地窖。
1945年，香港重光，出獄，返英休養。由校友張奧偉及副校長孟克士（B.J. Monks）先後代理校長之職。1946年11月19日，返港重掌拔萃男書院校政。1951年，倡議恢復校際音樂協會，籌辦首屆校際音樂節。1953年，上提辭呈，至1955年4月去職離港。1956年，拔萃男書院成立葛賓社（淺藍社），代號為G，以資銘念。
返英後，先後任教於渣打豪士書院（Charterhouse School）、肋比書院及馬保羅書院（Marlborough College）。1959年4月，接任林肯郡葛量洪市英皇書院（King's School）校長，至1972年退休。在任期間，曾仿效香港模式，創設葛量洪校際音樂及戲劇協會，並擔任主席。退休後，曾任葛量洪市扶輪社社長。1989年3月21日去世，享壽78歲。
葛賓與湯瑪斯·雷金納德·巴汀 (Thomas Reginald Batten)合著有《世界史上之中國》（China in World History）。
2019年，葛賓之女Diana Goodban編選其父生前之日記，輯成The Goodban Years一書，由香港拔萃男書院出版。